# لوبوس موتل
لوبوس موتل (به چکی: Luboš Motl) (تلفظ چکی: [ˈluboʃ ˈmotl̩]؛ متولد ۵ دسامبر ۱۹۷۳) یک فیزیک‌دان نظری چکی است. او از سال ۲۰۰۴ تا ۲۰۰۷ استادیار دانشگاه هاروارد بود. زمینه تخصصی پژوهشی او متمرکز بر نظریه ریسمان بود.